# Массон, Поль
Поль Массон (фр. Paul Masson; 11 октября 1876, Мостаганем, Мостаганем — 30 ноября 1944, Канны) — французский велогонщик, трёхкратный чемпион летних Олимпийских игр 1896.
Участвовал в трёх гонках — 333,3 м, 2 км и 10 км, прошедших 11 апреля, и смог выиграть их все.
Первой его гонкой был заезд на 2 км. В нём он обошёл занявшего второе место грека Стаматиоса Николопулоса на две секунды, третье место занял его соотечественник Леон Фламан.
Затем Массон принял участие в 10-километровой гонке, где обошёл на 0,6 секунды Фламана.
Последней его гонкой стал гит на 333,3 м, где он обошёл на две секунды Николопулоса и австрийца Адольфа Шмаля.
Стал четвёртым спортсменом Игр по количеству золотых медалей.
После своего успеха решил стать профессионалом и для этого сменил имя на Носсам («Массон» наоборот). Смог занять третье место в спринте на чемпионате мира 1897 года.